# 學校的階梯 (電視劇)
《學校的階梯》，是預定由2015年1月10日開始，毎週六日本時間21:00 - 21:54，於日本電視台的「週六連續劇」時段內播映的電視連續劇，由廣瀨鈴主演。本劇是廣瀨鈴初次主演的電視劇。

## 概要
廣瀨鈴飾演的主角是被人強行推舉出來的學生會長，本來是個簡樸的女高中生，後來遇到了被人稱為天才的演說撰稿人教授她「語言的力量」，結果開始於學校掀起革命。劇名中的「階梯」一詞，是指主人公在天才演說撰稿人的指導之下，「逐步踏上革命的階梯」之意。

## 登場角色

### 主要人物
- 春菜燕：廣瀨鈴[5]

明蘭学園高等學校2年1組學生，與祖父德次郎一同生活。因為白金八人組的策劃而被校內學生推舉為學生會會長。
- 雫井彗：神木隆之介[6][7]

能言善辯的天才演說撰稿人。以嘲笑的態度逐漸接近受困擾的燕，後來與她締結了契約。平日使用輪椅出入。

### 私立明蘭學園高等學校
學校大部分學生均是富裕家庭的子女。

#### 白金八人組
- 麻生南：石橋杏奈
- 香田美森：杉咲花
- 須堂夏樹：間宮祥太朗
- 日向タクト：白洲迅
- 葉月エミリー：吉倉葵
- 伊吹玲奈：飯豐萬理江
- 大倉陸：成田凌
- 千崎波留：健太郎

#### 2年1組學生
- 油森哲夫：須賀健太

學生會副會長。周遭學生均以與其姓氏相近的「蚜蟲」來稱呼他，對其加以中傷。
- 脇谷玉子：清水KURUMI

學生會會計。
- 草刈有紀：水上京香
- 漆山櫻奈: 松川星
- 來島渚: 堀本雪詠
- 桐生美希: 荒木美裕
- 小山由衣: 金澤美穗
- 田中あかり: 泉はる
- 堂元亞實: 森山アスカ
- 星崎かれん: 小野木里奈
- 山科こずえ: 山崎萌香
- 越智優輝: 平岡拓真
- 乙黒海里: 岡駿斗
- 笠原草介: 奥村秀人
- 菊間蓮: 小松直樹
- 露木利臣: 松田優一
- 中森翔: 神永圭佑
- 日比野雄太: 島丈明
- 三好朔也: 福山翔大

#### 學生會執行部
- 甲羅ちひろ：加藤諒

書記。
- 轟治：柾木玲彌

宣傳。
- 畠ハタロウ：藤原薫

書記。
- 御手洗いるま：雨野宮将明（ハンプティ・ダンプティ）

庶務。

#### 教職員
- 壷井冬真：金子統昭

2年1組班主任。
- 響すみれ：野波麻帆

學校輔導員。
- 星流也：金山一彦

體育教師。
- 金時平男：生瀬勝久

訓導主任。
- 誉田蜜子：浅野温子

理事長兼校長。

### 其他
- 德次郎：泉谷茂

燕的祖父，經營著一間水果店。

## 工作人員
- 劇本：吉田智子
- 音樂：松本晃彦
- 導演：南雲聖一、鈴木勇馬、田部井稔
- 主題曲：B'z《有頂天》（VERMILLION RECORDS）[8][9]
- 插曲：藤原櫻《Just one girl》（SPACE SHOWER MUSIC）
- 開場標題背景：熊本直樹
- 劇中料理：赤堀博美
- 特技協調員：釼持誠
- 演說撰稿指導：蔭山洋介[10]
- 製作總監：伊藤響
- 製作人：福井雄太（日本電視台）、難波利昭（AXON）、八木欣也（Super Vision）
- 協助製作：日本電視台AXON
- 製作著作：日本電視台

## 播映日程及收视率
| 集數                                                        | 播出日  | 標題                                              | 導演     | 收視率 |
| ----------------------------------------------------------- | ------- | ------------------------------------------------- | -------- | ------ |
| 1                                                           | 1月10日 | 用說話改變腐敗的學園！ 懦弱女子的大反擊正式開始！ | 南雲聖一 | 09.0%  |
| 2                                                           | 1月17日 | 半徑5厘米的同伴 從背後推動勇氣的說話              | 南雲聖一 | 10.6%  |
| 3                                                           | 1月24日 | 為了贏當個笨蛋！ 菁英VS.膽小鬼                    | 鈴木勇馬 | 08.4%  |
| 4                                                           | 1月31日 | 致狡猾的大人們！ 孩子吶喊出的心願話語             | 鈴木勇馬 | 10.6%  |
| 5                                                           | 2月07日 | 笑得最開心的人是最懦弱的人？ 強勁而熾熱的話語     | 南雲聖一 | 08.7%  |
| 6                                                           | 2月14日 | 現今的子女在想甚麼？ 被父母誤解的孩子的本意       | 鈴木勇馬 | 10.3%  |
| 7                                                           | 2月21日 | 最大的背叛！ 冰之女王的落淚到底是…                | 南雲聖一 | 09.5%  |
| 8                                                           | 2月28日 | 希望你能教給我們的事！學生與教師的夢              | 田部井稔 | 07.6%  |
| 9                                                           | 3月07日 | 重要的人的眼淚····｡ 我想拯救你                    | 鈴木勇馬 | 09.8%  |
| 10                                                          | 3月14日 | 我們想要告訴的事！喊著說出的最後一言是…           | 南雲聖一 | 08.3%  |
| 平均收視率 9.2%（收視率來自Video Research對關東地區的調查） |         |                                                   |          |        |

- 第1集播映時間延長15分鐘（日本時間 21:00 - 22:09）。

## 外部連結
- 電視劇官方網站（页面存档备份，存于）（日語）

| 日本電視台 日本電視台週六連續劇                 | 日本電視台 日本電視台週六連續劇             | 日本電視台 日本電視台週六連續劇 |
| ----------------------------------------------- | ------------------------------------------- | ------------------------------- |
|                                                 | 學校的階梯 （2015年1月10日－2015年3月14日） |                                 |
| 靈異教師神眉 （2014年10月11日－2014年12月13日） | 虐待狂刑警 （2015年4月11日－2015年6月20日） |                                 |